# Боннер, Барбара
Барбара Боннер (англ. Barbara L. Bonner) — американский клинический психолог и эксперт по делам преступлений сексуального характера, связанных с несовершеннолетними. Она известна своими исследованиями по оценке и лечению детей, подвергшихся насилию, предотвращению случаев детской смерти из-за пренебрежения и лечению детей и подростков с проблемным сексуальным поведением. Боннер является председателем CMRI/Jean Gumerson Endowed и профессором педиатрии в Медицинском колледже Университета Оклахомы. Она работает директором отдела жестокого обращения с детьми и безнадзорности в Центре медицинских наук Университета Оклахомы.
Боннер была удостоена награды Американской психологической ассоциации 2014 года за выдающийся вклад в применение психологии в образовании и обучении. Её награждение было отмечено «её страстной решимостью улучшить жизнь детей во всём мире путём подготовки бесчисленного количества профессионалов, чтобы они стали лидерами в области жестокого обращения с детьми, за её лидерство в создании одного из самых уважаемых центров по изучению жестокого обращения с детьми в стране, а также за руководство междисциплинарной учебной программой по вопросам жестокого обращения с детьми». Боннер ранее была награждена премией за защиту детей Николаса Хоббса APA 2001 года от Общества детской и семейной политики и практики (APA Division 37).

## Биография
Боннер получила степень бакалавра в области специальной педагогики в Университете штата Оклахома. Она получила степень магистра в области оценки образования и докторскую степень в области клинической психологии в Университете штата Оклахома (1984 год).
Карьера Боннер была сосредоточена на разработке мер для детей с проблемным сексуальным поведением, а также на лечении и профилактике жестокого обращения с детьми. В 1985 году, работая научным сотрудником в Центре медицинских наук Университета Оклахомы (под руководством К. Юджина Уокера), Боннер учредила Программу лечения подростков с незаконным сексуальным поведением. В 1987 году она стала преподавателем Центра медицинских наук Университета Оклахомы и учредила его междисциплинарную программу обучения в сфере жестокого обращения с детьми и безнадзорности. В 1992 году она основала Центр по жестокому обращению с детьми и безнадзорности на кафедре педиатрии Центра медицинских наук Университета Оклахомы, а также программу лечения детей с проблемами сексуального поведения.
Боннер занимала пост президента Международного общества по предотвращению жестокого обращения с детьми и Американского профессионального общества по жестокому обращению с детьми (APSAC). APSAC удостоил Боннер награды за выдающиеся заслуги в 1997 году и премии Рональда К. Лейни за выдающиеся заслуги в 2012 году в знак признания её вклада в лидерство и служение обществу. Среди других её наград — премия за защиту детей Byliner Award 2011 от Ассоциации женщин в области коммуникаций.
Работа Боннер финансировалась Национальным центром жестокого обращения с детьми и безнадзорности и Министерством здравоохранения и социальных служб США. Боннер является соавтором (вместе с К. Юджином Уокером и Китом Кауфманом) практического руководства «Ребёнок, подвергшийся физическому и сексуальному насилию: оценка и лечение». Она является автором брошюры «Принятие мер: поддержка семей подростков с незаконным сексуальным поведением», распространяемой Фондом Safer Society Foundation для предоставления информации и поддержки родителям и опекунам несовершеннолетних сексуальных преступников. Её исследовательская работа «Сохранение семьи и программы поддержки семьи: результаты жестокого обращения с детьми в зависимости от уровня риска клиента и типа программы» (в соавторстве с Марком Чаффином и Робертом Хиллом) получила литературную премию Pro Humanitate от Североамериканского ресурсного центра по защите детей в 2002 году.

## Избранные публикации
- Bonner, B. L., Crow, S. M., & Hensley, L. D. (1997). State efforts to identify maltreated children with disabilities: A follow-up study. Child Maltreatment, 2(1), 52–60.
- Bonner, B. L., & Everett, F. L. (1986). Influence of client preparation and problem severity on attitudes and expectations in child psychotherapy. Professional Psychology: Research and Practice, 17(3), 223–229.
- Bonner, B. L., Walker, C. E., & Berliner, L. (2001). Children with sexual behavior problems: Assessment and treatment. National Clearinghouse on Child Abuse and Neglect Information.
- Chaffin, M., Silovsky, J. F., Funderburk, B., Valle, L. A., Brestan, E. V., Balachova, T., ... & Bonner, B. L. (2004). Parent-child interaction therapy with physically abusive parents: efficacy for reducing future abuse reports. Journal of Consulting and Clinical Psychology, 72(3), 500–510.
- Chaffin, M., Bonner, B. L., & Hill, R. F. (2001). Family preservation and family support programs: Child maltreatment outcomes across client risk levels and program types. Child Abuse & Neglect, 25(10), 1269–1289.
- Welch, G. L., & Bonner, B. L. (2013). Fatal child neglect: Characteristics, causation, and strategies for prevention. Child Abuse & Neglect, 37(10), 745–752.